# Избирачица
Избирачица, комедија Косте Трифковића у три чина. Ова комедија у својој структури има елементе западноевропске иронијске комедије. Иронијски тип комедије поштује три постулата. Писац најпре приказује нормалну линију живота – миран и уобичајен живот без потреса, промена, сукоба. Убрзо затим, долази до искакања из нормалне линије живота, односно долази до неког непредвидљивог догађаја и до промена у понашању неког од ликова што за последицу има његов сукоб са околином.

## Мотиви
Трећи елемент је повратак на стање с почетка комедије. У тако структурираној комедији као ликови појављују се заблудела особа – лик који долази у сукоб са околином, искаче из нормалне линије живота; варалица – лик који се јавља у функцији мотиватора, покретача радње, особа која доводи у заблуду главног јунака комедије; резонер – лик који заблуделу особу враћа у реалност; а ту су и активни и пасивни помагачи који подстичу заблуделу особу у једном или другом смеру. Пратећи ове координате можемо закључити да Избирачица представља редуковани модел западноевропске иронијске комедије.
У средишту комичног заплета Избирачице, налази се заблудела особа, Малчика, размажена, намћораста девојка из новосадске градске породице – прави мали породични тиранин. Трифковићева комедија има и дидактичан карактер, по чему је, такође, блиска типу иронијске комедије. Заблудела особа долази до спознаје својих грешака и поучава публику да су оне погубне за људе који им робују. Избирачица има заплет урађен на принципу љубавног многоугла – три девојке и три младића узајамно се заљубљују и просе. На крају се све завршава срећно и просидбама, а она која је највише бирала морала је да прихвати оног који јој је преостао.

## Први чин
У првом чину писац даје психолошки склоп заблуделе особе. Малчика се у кући и према родитељима опходи као мали тиранин. Она је размажена, стално је незадовољна и тешко јој је удовољити. Њено понашање је резултат погрешног васпитања и удовољавања свим њеним жељама. Родитељи јој повлађују и подржавају њено такво опхођење, те функционишу као активни помагачи у одржавању Малчикиног понашања.
У првом делу комедије Трифковић уводи и остале ликове битне за љубавни заплет – Савету Малчикину нећаку која живи у кући Малчикиних родитеља и својеврсна је собарица и спремачица у кући; Милицу, девојку из новосадске грађанске породице која није тако размажена и својеглава као Малчика. Ту су и удварачи, три младића – Штанцика Лазић, син богатог трговца, Бранко, публициста и интелектуалац и Тошица, кратковид и шепртља. Користећи љубавни многоугао, Трифковић гради занимљив и духовит заплет. Малчика је кокета и осваја све мушкарце. Она паралелно кокетира са свом тројицом док су Савета и Милица заљубљене у Бранка и Штанцику. У исто време Бранко осећа наклоност према Савети, док се Штанцики допада Милица. Једини који је заљубљен у Малчику је Тошица који је због своје кратковидости предмет њеног исмевања. На том неспоразуму је и изграђен комични заплет.

## Други чин
У другом чину Коста Трифковић уводи и нову тему, а то је проблем социјалног и економског опстанка новосадских градских породица које живе раскошно, али то њихова финансијска моћ не може да поднесе. Као имућни малограђани, Малчикини родитељи хтели би да живе на високој нози, да приређују скупе забаве, да и они буду хох, нобл, а опет као ћифте жале трошак. Соколовић се буни против света који му одређује како ће се равнати у животу и у својој кући.
У другом чину љубавни заплет добија другу димензију. Милица и Савета поверавају једна другој своје наклоности према Штанцики и Бранку. Њихов разговор случајно чује Тошица који жели да ту срећну околност искористи за придобијање Малчике. Тиме Тошица добија функцију сплеткароша који даље покреће и усмерава комедиографску радњу. Својим директним конкурентима код Малчике, Штанцики и Бранку саопштава да су у њих заљубљене Милица и Савета. Ово ће довести до нових комичних ситуација. Супротно Тошичиним очекивањима, Штанцика и Бранко тајно просе Малчику. Понашање тројице младожења реализује се паралелизмима који сву тројицу чине смешним.
Тошица је као лик најчешћи извор комике у Избирачици. Својом неспретношћу он одудара од Малчикине прециозности. Писац се местимично служио и комиком нижег реда, приближавајући се и лакрдији: инсистира на Тошичиној кратковидости, доводи га у ситуацију да пада услед тога, да се судара са Штанциком, да у игри залога промаши Малчику, да прислушкује туђе разговоре. Неспретан, он је и кратког вида и кратке памети. Буквално резонује о свему, не схвата алегорије, сваки час говори баналности, понавља исте речи.

## Трећи чин
У трећем чину, на вечерњој забави код Тимића, долази до расплета тог љубавног каламбура. Савета и Бранко, на једној страни, Милица и Штанцика на другој, поверавају једно другоме своје емоције. Малчики преостаје Тошица за кога пристаје да се уда да не би била предмет оговарања. Представа се завршава дидактичним обраћањем публици да избирач нађе - отирач.